# Pfaff (Unternehmen)
Die Pfaff Industriesysteme und Maschinen AG ist ein chinesisches Unternehmen mit Sitz in Kaiserslautern. Es beschäftigt rund 154 Mitarbeiter, Stand Januar 2025, in Entwicklung, Produktion, Vertrieb und Verwaltung. Die Produkte werden über eigene Vertriebstöchter sowie Partner weltweit vertrieben. Die Firma verkauft ausschließlich Maschinen für den industriellen Einsatz.

## Geschichte

### G.M. Pfaff AG

#### 1868 bis Zweiter Weltkrieg

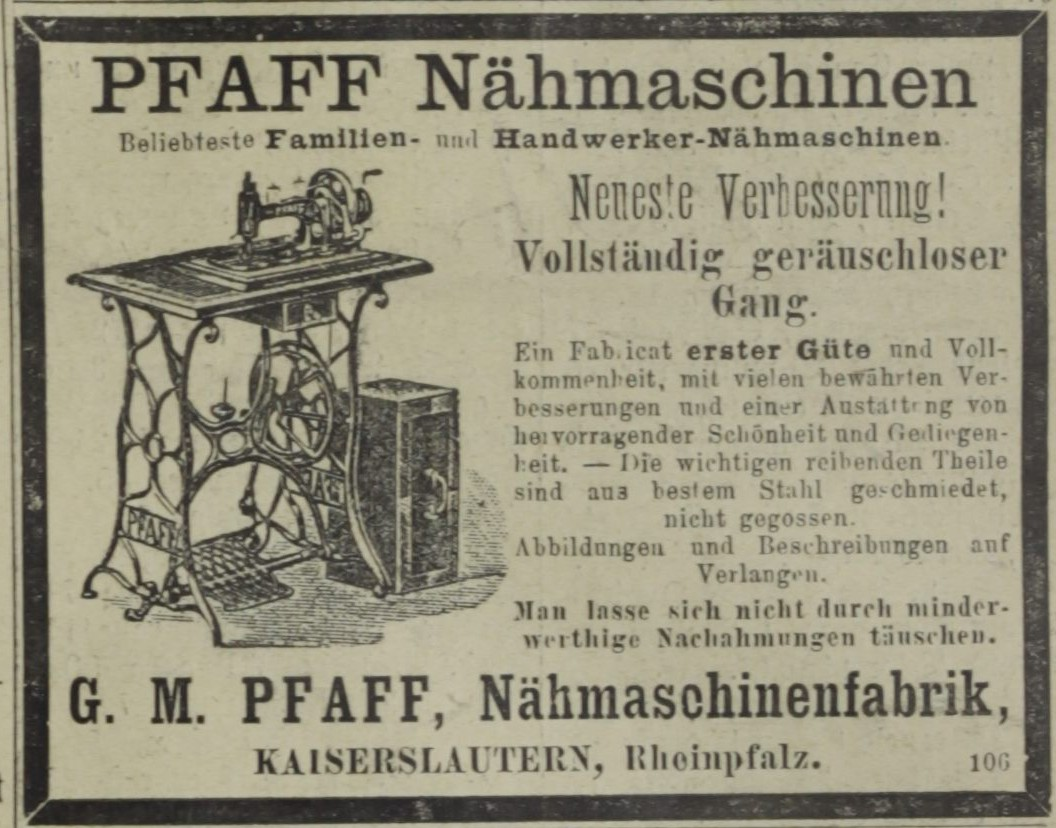
Zeitungsannonce der Nähmaschinenfabrik G. M. Pfaff aus dem Jahr 1887

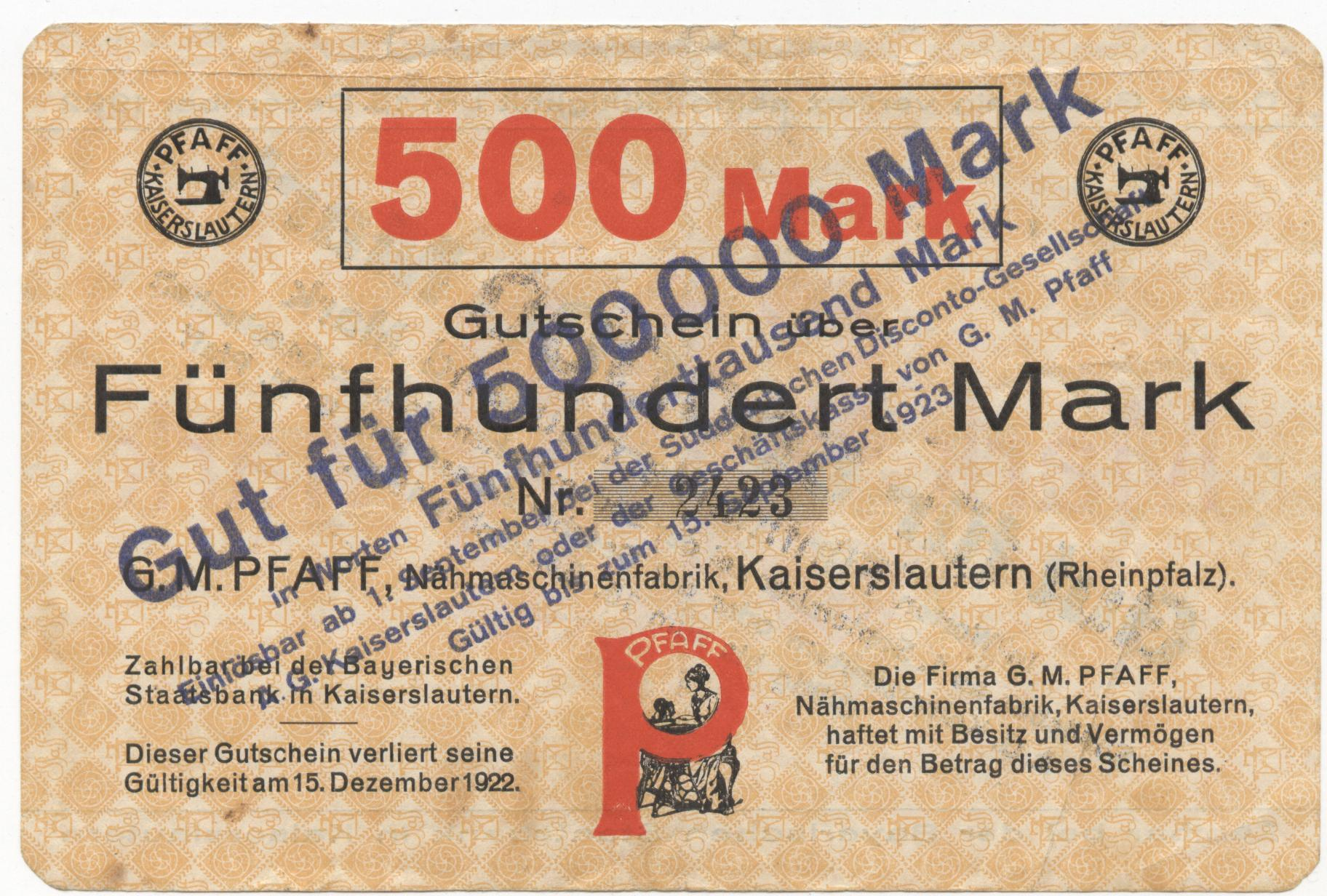
Notgeldschein der Fa. Pfaff von 1922, mit rotem Überdruck von 1923

Gegründet wurde das Unternehmen vom Instrumentenmacher Georg Michael Pfaff (1823–1893). 1862 verkaufte er „seine erste“ Nähmaschine, die heute im Deutschen Museum in München steht.
Rund zehn Jahre später gab er die Herstellung von Blechblasinstrumenten auf und baute das Unternehmen zu einem führenden Nähmaschinenhersteller Deutschlands unter dem Namen: G.M. Pfaff Nähmaschinen-Fabrik-Singer, aus. Die Umwandlung zur Pfaff-Nähmaschinenfabrik erfolgte ab 1880. 1874 wurde von G.M. Pfaff eine Krankenunterstützungskasse gegründet, kurz darauf eine betriebliche Rentenkasse. 1885 eröffnete Pfaff eine Verkaufsfiliale in London, während das Kaiserslauterer Werk weiter wuchs. 1891 produzierten 400 Arbeiter rund 25.000 Maschinen pro Jahr.
Nach dem Tod von Georg Michael Pfaff im Jahr 1893 übernahm sein älterer Sohn Georg (Michael)Pfaff (1853–1917) das Unternehmen. Unter seiner Leitung wurde das Werk weiter ausgebaut und zwischen 1896 (Baubeginn 1894) und 1906 an den Galgenberg am damaligen westlichen Stadtrand von Kaiserslautern verlagert.
1907/08 wurden die ersten Industrienähmaschinen gefertigt, während die bis dahin hergestellten Nähmaschinen sowohl im Haushalt als auch in Industrie und Handwerk eingesetzt worden waren. 1910 schenkte Georg Pfaff die millionste Pfaff-Nähmaschine dem Historischen Museum in Speyer.
1913 belief sich der mengenmäßige Exportanteil bereits auf 60 %.

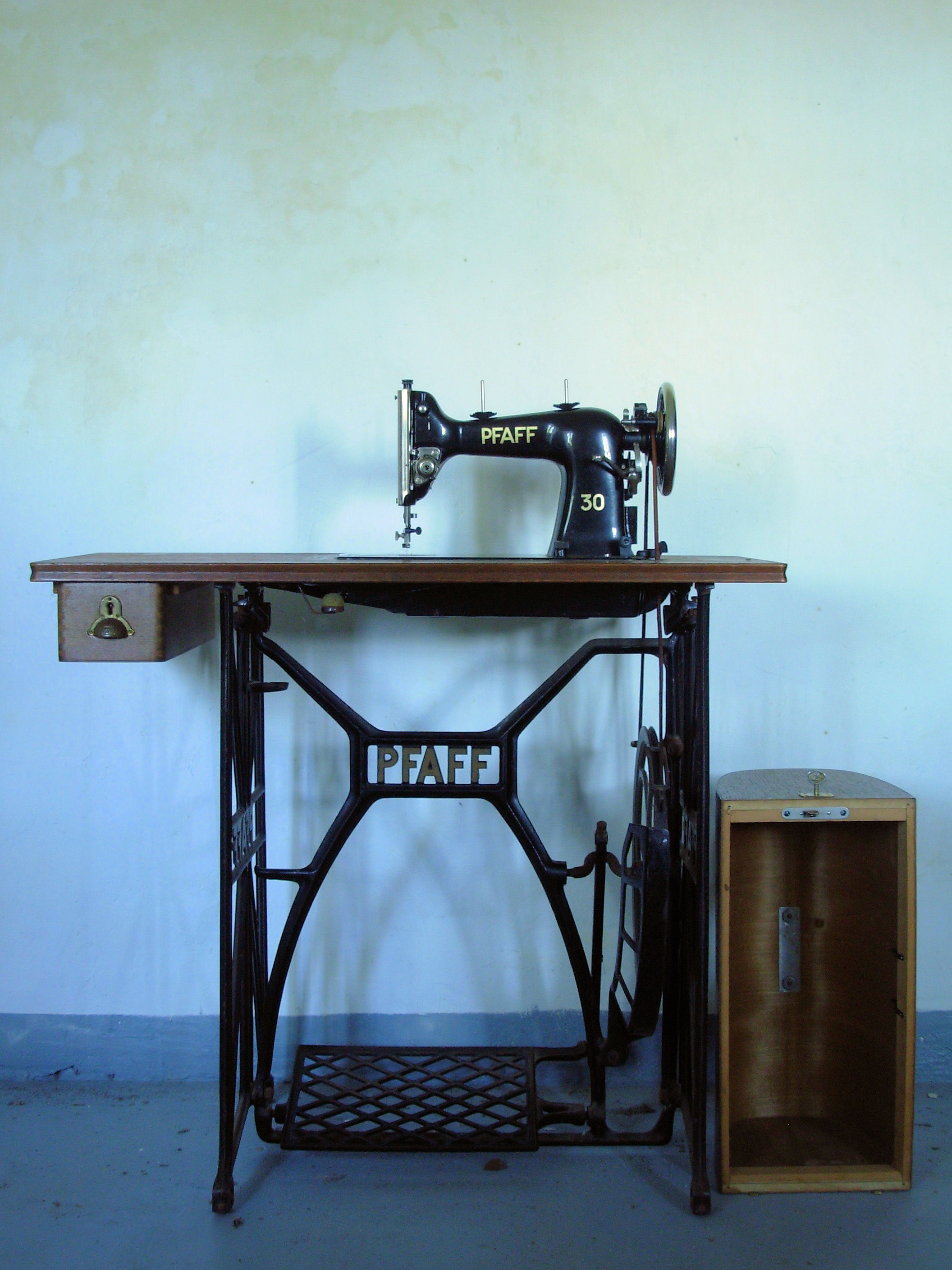
Pedal-Nähmaschine aus den 1930er Jahren, bis heute (2009) ohne Reparatur in Benutzung

Bis zu Georg Pfaffs Tod im Jahr 1917 exportierte das Unternehmen in 64 Länder. In der Folge führte seine Schwester Lina (1854–1929) das Unternehmen weiter (siehe dazu die Pfaff-Dokumentation). Ihre soziale Einstellung fand ihren Niederschlag in der Einrichtung einer Hinterbliebenenkasse, dem Bau der ersten Pfaff-Siedlung (Wohnungen für Werksangehörige) und in der Errichtung des Pfaff-Bades am damaligen Wittelsbacher-Platz. Mit der Umwandlung in eine Aktiengesellschaft im Jahr 1926 übernahm Karl Pfaff (1888–1952), Sohn des jüngeren Sohns Jakob Pfaff (1856–1889) des Unternehmensgründers, die Geschäftsleitung. Das Unternehmen beschäftigte jetzt 2.600 Mitarbeiter und führte erneut eine Pensionskasse ein. Täglich verließen 300 Maschinen das Werk. Die Montage erfolgte am Fließband.
Am 18. Januar 1927 wurde die zweimillionste Pfaff-Nähmaschine hergestellt, die Mitarbeiter geschmückt mit Kranz und Schleife der Unternehmensinhaberin Lina Pfaff in einer Feier übergaben. Bereits im Jahre 1936 konnte die Produktion der dreimillionsten Nähmaschine gemeldet werden.
Während des Zweiten Weltkriegs konnte nur eingeschränkt produziert werden. Pfaff fertigte nun auch Schlösser für Maschinengewehre. 1944 wurden ca. 60 % des Werkes bei einem Bombenangriff zerstört, jedoch nach dem Krieg rasch wieder aufgebaut.

#### Zweiter Weltkrieg bis 1998

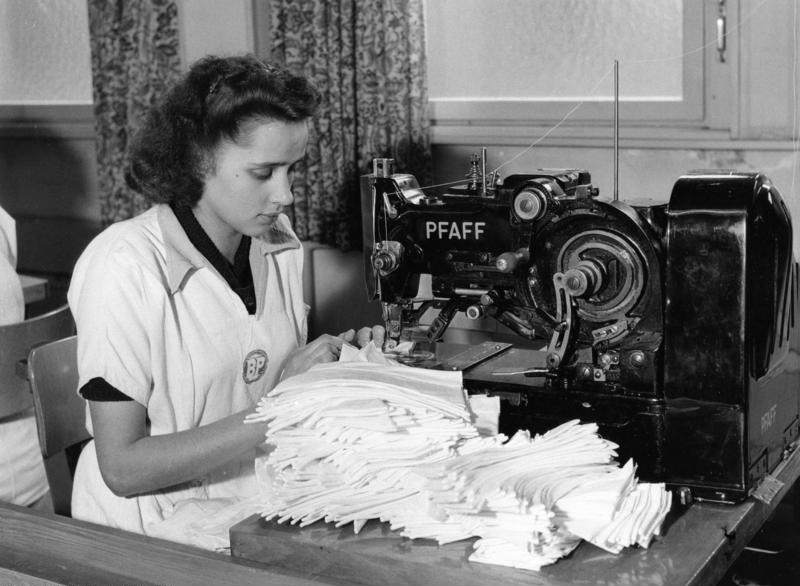
Knopflochmaschine von Pfaff (1953)

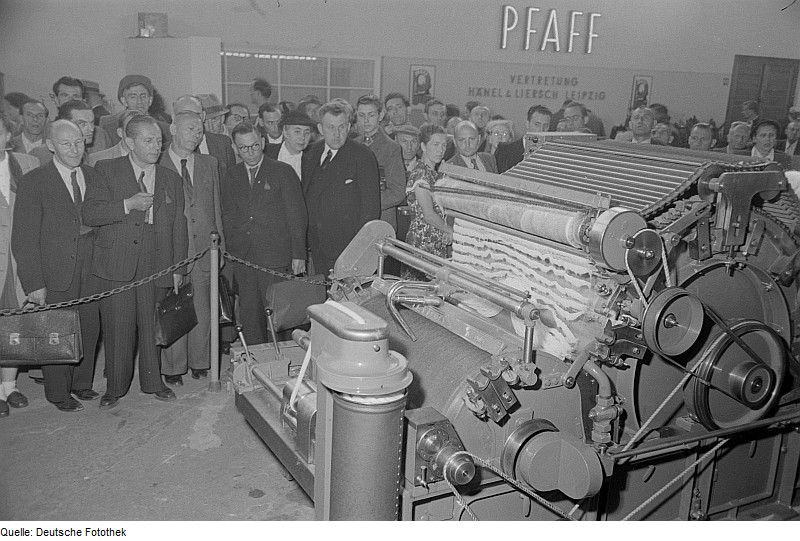
Eine Pfaff-Textilmaschine auf der Technischen Messe in Leipzig 1953

1951 kam die erste tragbare Koffer-Haushaltsnähmaschine mit variablem Freiarm auf den Markt.
1952 verstarb Karl Pfaff unerwartet. Das Unternehmen wurde unter dem Vorstandsvorsitzenden Hugo Lind weiter ausgebaut, der den ersten drucköl-umlaufgeschmierten Industrie-Schnellnäher schuf. 1956 wurde das ELTE-Werk in Landstuhl übernommen, 1957 die Gritzner-Kayser AG in Karlsruhe, aus der das Werk Karlsruhe-Durlach hervorging.
Die Einführung der G. M. Pfaff AG an der Frankfurter Wertpapierbörse erfolgte 1960. Im selben Jahr entwickelte Pfaff die erste Maschine mit Fadenabschneider und stellte den ersten ölfreien Schnellnäher für „trockenes“ Arbeiten vor. 1967 führte das Unternehmen die erste Zickzack-Maschine mit 6.000 Stichen/min ein und präsentierte 1968 den weltweit ersten Aufnäherautomaten für Jeanstaschen sowie 1973 den ersten programmierbaren Konturenautomaten der Welt.
Seit den 1980er Jahren hatte das Unternehmen unter Besitzerwechseln und Schwierigkeiten aufgrund der Krisen der Schuh- und Bekleidungsindustrie als wichtigste Abnehmer zu leiden, die durch gravierende Managementfehler noch verstärkt wurden. 1988 wurde die Aktienmehrheit von Wolfgang Schuppli übernommen. 1993 veräußerte er das Unternehmen an Semi-Tech (Global) Co. Ltd. Diese verkaufte die Aktienmehrheit 1997 an ihre damalige Tochtergesellschaft Singer, wodurch der Singer/Pfaff-Konzern entstand.

### Pfaff Industriemaschinen AG

#### 1999 bis 2007
1999 geriet der Konzern in eine bedrohliche Wirtschaftslage und musste Insolvenz anmelden. Das hatte die Trennung von Pfaff und Singer zur Folge. Deshalb erfolgte im selben Jahr die Veräußerung der Sparte Haushaltsnähmaschinen mitsamt den Rechten an der Marke „Pfaff“ an Husqvarna Viking aus Schweden. Der Bereich Industriemaschinen firmierte danach als „Pfaff Industriemaschinen AG“ und ging 2001 an das Unternehmen Rimoldi aus Italien. 2002 übernahm die italienische Firma Bianchi Marè 95 % der Anteile (die restlichen 5 % hielt die Merchant Bank Efibanca aus Mailand). Marè mit Sitz in der Nähe von Mailand war einer der größten Händler von Pfaff-Industrienähmaschinen. Die Marke „Pfaff“ durfte unter einer Lizenz von Husqvarna Viking weiter genutzt werden.
Bald darauf erfolgte die Vereinigung mit dem chinesischen Nähmaschinenhersteller Zoje Sewing Machine Co. Ltd. zum Joint-Venture-Unternehmen Shanghai Pfaff-Zoje Machinery Industry LTD. Deshalb werden Pfaff-Nähmaschinen heute vor allem in China gefertigt, während hochtechnologische Maschinen für das Nähen und Schweißen in der Industrie weiter zum größten Teil in Deutschland produziert werden.
Um das Engagement in China weiter auszubauen, gründete Pfaff in Taicang, in der Nähe von Shanghai, ein eigenes Werk und übernahm alle Anteile des Joint Ventures Shanghai Pfaff-Zoje Machinery Industry Ltd. Das zu 100 % eigene Unternehmen in Taicang ist für die Pfaff-Gruppe ein Hauptpfeiler in der Produktions- und Marktstrategie und das Herzstück der China-Aktivitäten. 2008 wurden rund 20.000 Pfaff-Industrienähmaschinen und die dazugehörenden Steuerungen und Antriebe im Werk Taicang gefertigt.
2004 wurden wieder schwarze Zahlen geschrieben. Dieser Trend setzte sich 2005 fort.
Ende 2005 übertrugen die bisherigen Aktionäre Bianchi Marè (Mailand) und Efibanca (Rom) ihre Aktien vollständig an die deutsche Investmentgesellschaft GCI BridgeCapital AG       (München). Durch die Transaktion mit der GCI gelang es, bilanzielle Altlasten zu bereinigen und eine positive Eigenkapitalquote von rund 30 % zu erreichen. Im Januar 2007 wurde die Pfaff Industrie Maschinen AG erstmals wieder mit einem Eröffnungskurs von 2,42 Euro am Kapitalmarkt notiert.
Das Werk am Rand der Kaiserslauterer Innenstadt blieb wegen der Verkleinerung des Unternehmens zu großen Teilen ungenutzt. Eine effiziente, kostengünstige Fertigung war in dem veralteten Werk nicht mehr möglich. Zudem gehörte das Werksgelände nicht mehr dem Unternehmen, sondern dem Alteigentümer Bianchi Marè, sodass hohe Mietzahlungen zu leisten waren. Deshalb erfolgte im Oktober 2007 der Spatenstich für einen Neubau im Kaiserslauterer Industriegebiet Nord. Dieser war zwar bezugsfertig, konnte jedoch durch die Pfaff Industriemaschinen AG nicht mehr bezogen werden, da das Unternehmen zwischenzeitlich Insolvenz angemeldet hatte, erst das Nachfolgeunternehmen konnte in den Neubau einziehen.

#### 2008 bis 2009
Am 4. August 2008 wurde bekannt, dass GCI nur noch 62 % der Aktienanteile des Unternehmens hielt. 12 % wurden an die Mailänder Banco Popolare übertragen. Hintergrund dieses Geschäfts war ein Besserungsschein, der der Bank als Hausbank des Alteigentümers Bianchi Marè während der Sanierung gewährt worden war. Gleichzeitig gab GCI bekannt, dass man nur noch eine Minderheitsbeteiligung an Pfaff halten wolle und mit verschiedenen Investoren (darunter ein Finanzinvestor und zwei Unternehmen aus der Maschinenbaubranche) Verhandlungen über den Verkauf der Aktienmehrheit führe. Am 11. September 2008 beantragte das Unternehmen beim Amtsgericht Kaiserslautern die Eröffnung des Insolvenzverfahrens. Dem Antrag wurde am 2. Januar 2009 entsprochen. Zum Insolvenzverwalter bestellte das Gericht den bereits als vorläufigen Insolvenzverwalter tätigen Kaiserslauterer Rechtsanwalt Paul Wieschemann. Der Geschäftsbetrieb der Pfaff Industrie Maschinen AG wurde durch den Insolvenzverwalter fortgeführt, die Beschäftigten wechselten zu großen Teilen in eine Auffanggesellschaft.
Vier potentielle Investoren gaben Angebote zur Weiterführung des Betriebs ab, darunter der deutsche Nähmaschinenhersteller Dürkopp Adler, die chinesischen Nähmaschinenhersteller Typical und Jack sowie der mittelständische Maschinenbauunternehmer Joachim Richter aus Konken. Letztgenannter wurde von den Mitarbeitern, der Gewerkschaft IG Metall und der Lokalpolitik favorisiert, da sein Fortführungskonzept den Erhalt der größten Zahl von Arbeitsplätzen am Standort Kaiserslautern vorsah.

### Pfaff Industriesysteme und Maschinen AG

#### Ab 2009
Am 26. März 2009 erhielt Richter den Zuschlag für das Unternehmen, welches ab dem 16. April 2009 als „Pfaff Industriesysteme und Maschinen AG“ firmierte. Die Finanzierung erfolgte über ein Konsortium regionaler Sparkassen, die wiederum teilweise durch eine Bürgschaft des Landes Rheinland-Pfalz abgesichert wurden. Mit zunächst 160 Mitarbeitern wurden im alten Kaiserslauterer Stammwerk Industrienäh- und Kunststoff-Schweißmaschinen gefertigt. Mittelfristig sollte sich die Mitarbeiterzahl auf 300 erhöhen, die sich größtenteils aus den Mitarbeitern der Pfaff Industriemaschinen AG i.L. rekrutieren sollten. Es erfolgte der Umzug in das neue Pfaff-Werk im Kaiserslauterer Industriegebiet Nord. Hier sollten zukünftig neben Näh- und Schweißmaschinen auch Sondermaschinen gebaut werden. Der Fokus sollte hierbei auf hochwertige Maschinen für den europäischen und amerikanischen Markt gerichtet werden. Das Unternehmen ist seit der Übernahme durch Richter, der zudem Synergien mit seinem Unternehmen Joachim Richter Maschinenbau nutzen wollte, wieder auf Fachmessen vertreten.
Am 12. Mai 2012 kündigte Richter aufgrund von Verlusten im Geschäftsjahr 2011 eine Umstrukturierung des Unternehmens an. Seit Mai 2011 kooperiert man mit dem taiwanischen Unternehmen Chee Siang Industrial Co. LTD. Ein weiterer Partner im asiatischen Raum wurde angekündigt. Am 23. August 2012 übertrug Richter seine Anteile an Pfaff an eine Treuhänderin und verzichtete damit auf eine Mitsprache bei der weiteren Entwicklung des Unternehmens.

#### März 2013: Neuer Eigentümer SGSB Group
Am 6. März 2013 wurde das Unternehmen an die chinesische SGSB Group Co. Ltd., die auch Eigentümerin des früheren deutschen Pfaff-Konkurrenten Dürkopp ist, verkauft.
Die Marke Pfaff (PFAFF  & PFAFF INDUSTRIAL) wird aktuell für Textilmaschinen zwei verschiedener Unternehmen verwendet.
Die US-amerikanische Firma Singer Sourcing Limited LLC verwendet neben ihrer Hauptmarke Singer auch die Marken Pfaff und Husqvarna Viking für sein Portfolio an Haushaltsnähmaschinen. Die Firma tritt dabei auch unter dem Namen SVP Worldwide auf. Die Maschinen werden in mehreren Ländern Asiens und Lateinamerikas hergestellt.

## Auszeichnungen
- 2006: IMB INNOVATION AWARD 2006 für die Lösung Programmiertes Schweißen mit 100 % Parameterkontrolle
- 2007: Expertenjury des interzum award 2007 prämierte eine neu entwickelte PFAFF-Polsternähmaschine mit der Auszeichnung BEST OF THE BEST im Themenbereich Polstermöbelfertigung und Bedding
- 2007: Innovationspreis 2007 Industrie der Initiative Mittelstand für die Ultraschall-Schweißmaschine PFAFF 8310 Cut & Seal